# Herman Parret
Herman Parret est un philosophe belge, né le 9 juin 1938 à Izegem. Il est professeur émérite de l'université de Louvain (KU Leuven). Ses travaux relèvent principalement de l'esthétique, de la sémiotique et de la philosophie du langage.

## Biographie
Parret a étudié à l'université de Louvain où il a obtenu les diplômes de licencié en philologie romane (en 1960), licencié en philosophie (en 1962), docteur en philosophie de la même université (en 1970) et agrégé de l’enseignement supérieur (en 1981). Durant ses années de doctorat, il fréquenta l’École des Hautes Études en Sciences Sociales à Paris auprès d’Algirdas J. Greimas, entretenant des contacts directs avec Roland Barthes, Jacques Derrida, Michel Foucault et Roman Jakobson. Ses séjours de postdoctorat l'ont conduit au MIT, Cambridge (Mass.), auprès de Noam Chomsky, puis à l’université de Californie à Berkeley avec John Searle, Paul Grice et Donald Davidson et à l’université Stanford avec Julius Moravcsik. Il occupa un poste permanent au Fonds national (belge) de la recherche scientifique à partir de 1974 où il obtint le grade de directeur de recherches en 1986. Il fut dans le même temps professeur extraordinaire à l’université d’Anvers, puis à l’université de Louvain à partir de 1997 où enfin il fut nommé  professeur ordinaire en 2000.
Professeur invité dans de nombreuses universités – université de Sienne de 2003 à 2010, université de Campinas (Brésil) (1976, 1977, 1986, 1994) université de São Paulo (Brésil) (1986 et 1994), université de Tel Aviv (1978 et 1979), université de San Diego (1985), Osaka University (1986), université La Sapienza à Rome (Italie) (2015) –, il fut en outre directeur associé à l’École des hautes études en sciences sociales (1980-1981) et professeur honoraire à l’Institut universitaire de France (1999-2000).

## Domaines de recherche
Les recherches d’Herman Parret concernent deux domaines, la philosophie du langage et l’esthétique. Il existe une continuité entre ces deux intérêts, même s’il y a une évolution de focalisation qui se situe vers 1990.

### 1970-1990
Une première période commence avec le doctorat de 1970 préparé sous la direction d'Alphonse De Waelhens à l’Institut Supérieur de Philosophie de l'université de Louvain. Ce doctorat, intitulé « Expression et articulation. Une confrontation, en philosophie du langage, entre les points de vue phénoménologique et structural concernant la forme du langage et le discours », a été publié sous le titre Language and Discourse en 1971. Cette étude s’efforce d'homologuer la conception phénoménologique du langage dans les Recherches logiques d’Edmund Husserl et les approches structuralistes du langage, comme celle de Louis Hjelmslev, Roman Jakobson et spécialement de Ferdinand de Saussure. Le questionnement principal concerne en effet le statut linguistique du discours dans sa relation avec la langue et la parole. Cette attention épistémologique pour les fondements de la linguistique structurale, surtout chez Saussure, a été une constante et a mené jusqu’à l’étude et la publication des manuscrits saussuriens de la Houghton Library à l’Université Harvard. Un autre corpus important de cette attention épistémologique a été la grammaire transformationnelle-générative conçue par Noam Chomsky. Toutefois, Parret développe de plus en plus explicitement un point de vue critique à l’égard des conceptions structuralistes et générativistes du langage, et son intérêt se déplace ainsi vers la pragmatique et sa justification philosophique : la théorie des actes du langage (Austin, Searle), la logique conversationnelle (Grice), l’analyse du discours (Schegloff) où le contexte de la signification, l’emploi « indirect » du langage, le fond subjectif et la fonction communicative du langage sont explicités.

### 1990-aujourd’hui
The Aesthetics of Communication, publié en 1993  (avec sa traduction en français en 1999 et en portugais en 1997 ) s’efforce de démontrer comment « l’esthétique » du langage en action transcende et dépasse de loin l’analyse pragmatique classique. Une telle considération était annoncée dans un livre précédent de l'auteur, Le sublime du quotidien (1988). Cette nouvelle orientation amène de nouveaux sujets comme la rationalité stratégique dans la communication, les temporalités variées de l’action linguistique, la compréhension abductive, l’expression du pathos et de l’ethos, l’ambiance de séduction et la manipulation dans les interactions sociales et discursives, le bon goût et l’esthétisation de la relation intersubjective, la communauté communicative affective  (on retrouve ces mêmes thèmes dans Épiphanies de la présence [2006]). Comment les modalités de l’identité et de la qualité de la voix (le timbre, par exemple) peuvent colorer le sens dans une interaction communicative, est démontré dans La voix et son temps (2002)  et dans Le son et l’oreille (2014) . De telles considérations impliquent une connaissance de la thématique de l’esthétique philosophique; c’est pourquoi Parret s’est tourné vers une étude systématique de l’histoire de l’esthétique (depuis Baumgarten en 1735). La perspective la plus importante développée dans cette lecture systématique est celle de l’organisation « haptologique » de la vie sensorielle et une approche de l’appréciation esthétique comme déterminée par la tactilité et le sentiment interne du corps, supposition qui est argumentée in extenso dans La main et la matière. Jalons d’une haptologie de l’œuvre d’art (2018).

## Distinctions
Herman Parret fut à deux reprises titulaire de la Chaire Francqui, en 1989-1990 à l’université libre de Bruxelles et en 1996-1997 à l'université de Liège. Il occupa également la Chaire Pieter Paul Rubens à l'université de Californie à Berkeley pour l'année académique 1990-1991 et la Chaire Internationale Emilio Garroni à l’université La Sapienza à Rome en 2007.
Le titre de docteur honoris causa lui a été décerné par trois universités : université de Timişoara (Roumanie), université de Lima (Pérou) et université de Limoges (France).

## Publications principales
Parmi les quelque trois cents publications de Herman Parret et les ouvrages collectifs qu’il a dirigés (voir site personnel de l'auteur), ne sont retenues dans cette liste que les publications sous forme de livres. Certaines de ces publications ont été traduites en italien, en espagnol, en portugais, en roumain, en russe, en coréen, en turc et en japonais.

### Livres
Language and Discourse, La Haye, De Gruyter Mouton, 1971.
Discussing Language. [Dialogues avec Wallace L. Chafe, Noam Chomsky, Algirdas J. Greimas, M.I.K. Halliday, Peter Hartmann, George Lakoff, Sydney M. Lamb, André Martinet, James McCawley, Sebastian K. Saumjan et Jacques Bouveresse], La Haye, De Gruyter Mouton, 1974.
Contexts of Understanding, Amsterdam, J. Benjamins, 1980.
Semiotics and Pragmatics. An Evaluative Comparison of Conceptual Frameworks, Amsterdam, J. Benjamins, 1983.
Les passions. Essai sur la mise en discours de la subjectivité, Bruxelles, P. Mardaga, 1986.
Prolégomènes à la théorie de l'énonciation. De Husserl à la pragmatique, Berne, Peter Lang, 1987.
Le sublime du quotidien, Amsterdam, Hadès-Benjamins, 1988.
[en portugais] Enunciaçao e Pragmatica, Campinas, Editora da Unicamp, 1988.
The Aesthetics of Communication. Pragmatics and Beyond, Dordrecht, Kluwer Academic, 1993. [Traduction française : L'esthétique de la communication. L'au-delà de la pragmatique, Bruxelles, Ousia, 1999].
[en espagnol] De la semiotica a la estetica: enunciacion, sensacion, pasiones, Buenos Aires, Edicial, 1995.
La voix et son temps, Bruxelles, De Boeck, 2002.
Épiphanies de la présence. Essais sémio-esthétiques, Limoges, Pulim, 2006.
Sutures sémiotiques, Limoges, Lambert-Lucas, 2006.
Le son et l'oreille. Six essais sur les manuscrits saussuriens de Harvard, Limoges, Lambert-Lucas, 2014.
Une sémiotique des traces. Trois leçons sur la mémoire et l'oubli, Limoges, Lambert-Lucas, 2018.
Structurer. Progrès sémiotiques en épistémologie et en esthétique, Louvain-la-Neuve, Academia, 2018.
La main et la matière. Jalons d'une haptologie de l'œuvre d'art, Paris, Hermann, 2018.
La délicatesse des sens, Paris, Les Presses du Réel, 2023.

### Direction d'ouvrages collectifs
History of Linguistic Thought and Contemporary Linguistics, Berlin-New York, 1976, 780 p. (Tweede druk, 1983).
Le langage en contexte. Etudes philosophiques et linguistiques de pragmatique, Amsterdam, 1980, 790 p.
Meaning and Understanding, Berlin/ New York, 1981, 442 p. (Introduction, with J. Bouveresse, 1-25).
Possibilities and Limitations of Pragmatics, Amsterdam, 1981, 854 p. (Introduction, 1-16).
On Believing. Epistemological and Semiotic Approaches/De la croyance. Approches épistémo-logiques et sémiotiques, Berlin/ New York, 1983, 359 p.
Exigences et perspectives de la sémiotique. Recueil d'hommages pour Algirdas Julien Greimas /Aims and Prospects of Semiotics. Essays in Honor of Algirdas Julien Greimas, Amsterdam, 1985, Vol. I (Le paradigme théorique/The Theoretical Paradigm, LXXXV, 1-549); Vol. II (Serie: Les domaines d'application, XI, 550-1065).
In alle redelijkheid. Standpunten over het denken, spreken en handelen van de redelijke mens, Meppel/ Amsterdam, 1989, 270 p.
L'interaction communicative, (avec Alain Berrendonner), Berne/ Frankfurt/ New York/ Paris, 1990, 231 p.
La communauté en paroles. Communication, consensus, ruptures, Liège, 1991, 267 p.
Le sens et ses hétérogénéités, Paris, 1991, 293 p. Introduction: De l'(im)possibilité d'une grammaire de l'hétérogène, 11-25.
Temps et discours, Louvain, 1993, 268 p.
Lijn, grens, horizon, Cahier I, Vertoog en Literatuur, Antwerpen 93, Amsterdam/ Louvain, 1993, 229 p.,
Pretending to Communicate, Berlin/ New York, 1994, 304 p.
Peirce and Value Theory. On Peircean Ethics and Aesthetics, Amsterdam/ Philadelphia, 1994.
Kant’s Ästhetik/ Kants Aesthetics/ L’esthétique de Kant, Berlin/ New York, 1998, 798 p.
Puissances de la voix. Corps sentant, corde sensible, (avec Sémir Badir), Limoges, 2001, 251 p.
Estetica plural de la naturaleza, Barcelona, 2006, 325 p. (traduction du livre "Esthétiques de la nature", Paris, 2007, 330 p.)
La contribution de la pensée italienne à la culture européenne, Actes du Colloque international preside par Umberto Eco, Louvain/ Paris/ Dudley, 2007, 205 p.
Jean-François Lyotard, Écrits sur l’art contemporain et les artistes (7 volumes), Louvain, 2009-2013, 1700 p.,